# Microschemobrycon melanotus
Microschemobrycon melanotus är en fiskart som först beskrevs av Eigenmann 1912.  Microschemobrycon melanotus ingår i släktet Microschemobrycon och familjen Characidae. Inga underarter finns listade i Catalogue of Life.